# Мерсет-Абу-Самра
Мерсе́т-Абу́-Самра́ — бухта, розташована в західній частині затоки Акаба Червоного моря. Розташована в межах Єгипту.